# Kušević
Kušević, hrvatska plemićka obitelj. Potječu po predaji od grane plemenitih Vladimirovića koji su se iz Neretvanske doline odselili u središnju Hrvatsku. Doselili su se u okolicu Slunja. U slunjskom kraju su zabilježeni kao Ladomirići. Od njih potječe pleme Kuš de Ladomir, od kojih nastaju Kuševići, a od druge grane nastali su Ladomirići-Ribarići. Od iste poznate obitelji Vladimirovića potječu Rukavine.
Godine 1676. potvrđeno im je starinsko plemstvo. General, hrvatski kancelar i unionist Emil Kušević dobio je 1864. naslov baruna s pridjevkom von Samobor. Poznati je pripadnik višegodišnji protonotar hrvatskog kraljevstva Josip Kušević. Kuševići su u prigradskome naselju Pleternice Kuzmici imali kuriju, koja je danas kulturno dobro RH.